# Ateuchus lecontei
Ateuchus lecontei là một loài bọ cánh cứng trong họ Bọ hung (Scarabaeidae).